# Peridontopyge conani
Peridontopyge conani är en mångfotingart som först beskrevs av Henri W. Brölemann 1905.  Peridontopyge conani ingår i släktet Peridontopyge och familjen Odontopygidae. Inga underarter finns listade i Catalogue of Life.